# مقياس الكلور
جهاز قياس الكلور( chloridometer)هو جهاز قياس يستخدم لتحديد تركيز أيونات الكلوريد (Cl-) في المحلول. ويستخدم هذا الجهاز عملية تُعرف بإسم المعايرة الكولومترية أو الكولومترية الأمبيروستاتيكية، وهي طريقة مرجعية كهروكيميائية مقبولة لتحديد نسبة تركيز الكلوريد في السوائل البيولوجية، بما في ذلك ؛ مصل الدم، وبلازما الدم، والبول، والعرق، والسائل النخاعي.   لتنتج العملية الكولومترية أيونات الفضة، والتي تتفاعل مع الكلوريد لتكوين كلوريد الفضة (AgCl).
تم تصميم أول مقياس للكلور بواسطة فريق بقيادة إرنست كوتلوف وذلك في عام 1958.
تشمل الطرق الأخرى لتحديد تركيز الكلوريد المعايرة الضوئية وتحليل قياس الطيف الكتلي لتخفيف النظائر.

## العملية
تقوم الأمبيروستات بتوصيل تيار ثابت يبلغ حوالي 6-8 مللي أمبير إلى أقطاب المولد لمعايرة المحلول، ثم يتم تشغيل مؤقت رقمي. ويستخدم زوج ثانٍ من أقطاب الفضة كجهاز كشف لقياس توصيل المحلول.  فمن المعروف أن نفس التيار الثابت يستخدم لمعايرة عدد معين من المولات{\displaystyle (n_{Cl^{-}})_{s}} من محلول كلوريد قياسي في الوقت المناسب{\displaystyle t_{s}}. سيؤدي معايرة محلول التحليل إلى توليد كلوريد الفضة غير القابل للذوبان حتى يتم استهلاك أيونات الكلوريد، وبعد ذلك الوقت سيتم الكشف عن زيادة في أيونات الفضة عند أقطاب الكاشف.  هذه المرة،{\displaystyle t_{u}}، هو زمن المعايرة للحل الذي يتم قياسه. يُحسب بعد ذلك تركيز أيونات الكلوريد في هذا المحلول على النحو التالي: 
{\displaystyle (n_{Cl^{-}})_{u}={t_{u} \over t_{s}}\times (n_{Cl^{-}})_{s}}
على الرغم من أن الكمية المطلقة لأيونات الفضة ({\displaystyle Ag^{+}} ) المطلوبة للتفاعل مع أيونات الكلوريد يمكن تحديدها باستخدام قوانين فاراداي للتحليل الكهربائي، وفي الممارسة العملية تكون المعايرة مطلوبة. 
تُولد أيونات الفضة عن طريق الأكسدة عند الأنود وذلك عندما يتم تطبيق جهد كهربائي عبر أقطاب الفضة.  هذا هو التفاعل الانودي للعملية.
{\displaystyle Ag\rightarrow Ag^{+}+e^{-}}
تدخل أيونات الفضة إلى المحلول بمعدل يتناسب مع التيار الكهربائي.  نظرًا لأن التيار ثابت، فإن معدل إنتاجها يتناسب مع وقت تدفق التيار، فتتوغل إلى داخل المحلول بمعدل ثابت من أنود السلك الفضي.  لتتفاعل هذه الأيونات مع أيونات الكلوريد في تفاعل المعايرة، مما ينتج عنه كلوريد الفضة غير القابل للذوبان. 
{\displaystyle Ag^{+}+Cl^{-}\rightarrow AgCl}
يتم اكتشاف نقطة النهاية، والتي تحدث عندما لا يكون هناك المزيد من أيونات الكلوريد التي يمكن أن تتفاعل معها أيونات الفضة، بواسطة زوج من أقطاب كهربائية دقيقة من الفضة في المحلول، والتي توصلعلى التوالي باستخدام ميكروأمبير. فينتج عن التركيز المتزايد لأيونات الفضة إنشاء تيار بين الأقطاب الكهربائية الدقيقة، مما يؤدي إلى تنشيط مفتاح يقوم بإيقاف تشغيل الطاقة للأقطاب الكهربائية الرئيسية والمؤقت، مما يؤدي إلى إنهاء القياس.  مدة المعايرة هي الوقت{\displaystyle t_{s}}، وهو ما يتناسب مع كمية أيونات الفضة المنبعثة، وبالتالي مع كمية الكلوريد في محلول التحليل.

## الاستخدامات
يتم استخدام أجهزة قياس الكلوريد لتحديد تركيز أيونات الكلوريد في السوائل البيولوجية. على سبيل المثال، يتم قياس تركيز أيونات الكلوريد في بلازما الأسماك لقياس تأثير الإجهاد على التنظيم الاسموزي في مزارع الأحياء المائية.  كمية صغيرة من البلازما (10 يؤدي الجمع بين محلول كلوريد الصوديوم (μL) مع كاشف حمضي إلى تفاعل كيميائي يوفر في النهاية مقياس تركيز أيونات الكلوريد بوحدة meq /L. 
نظرًا لأنها تتطلب تيارًا متناوبًا، فإن أجهزة قياس الكلوريد ليست محمولة وهي أكثر ملاءمة لوضعها على "طاولة العمل".  مما قد يتطلب عملية تجميد عينات السوائل البيولوجية التي تم جمعها في الميدان لتحليلها لاحقًا. 
تمثل أجهزة قياس الكلوريد الاستخدام الأكثر شيوعًا لقياس اللون في الكيمياء الحيوية السريرية. 

## قراءة إضافية
- Bishop، Michael L.؛ Fody، Edward P.، المحررون (1985). Clinical chemistry: principles, procedures, correlations. Janet L. Duben-Engelkirk. Lippincott.